# Vojtěch Klečka
Vojtěch Klečka (17. února 1921 Luleč, okres Vyškov – 22. června 2012, Praha) byl český odbojář druhého i třetího odboje a politický vězeň.

## Život
Jeho otec bojoval za první světové války jako feldvébl (rotmistr) na ruské frontě. Byl prohlášen za mrtvého, ale nakonec se vrátil z ruského zajetí. Vyprávěl o krutosti carského režimu i režimu, který jej nahradil. Vojtěch Klečka byl od mládí věřící a ministroval v kostele. Vyučil se číšníkem v Brně ve Stopkově pivnici.

### Druhý odboj
Díky svému bratrovi Františkovi Klečkovi se stal součástí nejúspěšnější špionážní sítě Rudá kapela (Rote Kapelle), bojující proti Třetí říši. Jako poslíček v továrně na letecké motory Flugmotorenwerke ve Vídni ukradl důležité dokumenty. Později byl číšníkem v jídelních vozech Mitropy mezi Vídní a Prahou a podle pokynů svého bratra převážel zprávy, dokumenty i zbraně. V tom pokračoval i po zrušení jídelních vozů, když byl nuceně nasazen ve Vídni. Jednou cestoval v kupé se třemi vojáky SS. Namluvil jim, že veze z Vídně do Prahy pekařům droždí a oni mu pomohli s kufrem plným zbraní i projít přes kontrolu na nádraží. Jindy u rodičů v Lulči čistil pět pistolí, když do domu vstoupili němečtí vojáci hledající ubytování, kteří potřebovali někoho, kdo umí německy. Stihl zastrčit pistole za opasek, přetáhl přes ně huňatý svetr a pak půl dne provázel s ukrytými pistolemi vojáky jako tlumočník.
V roce 1943 (po rozbití Rudé kapely) chtěl utéct do zahraničí a bojovat jako voják za osvobození Československa, ale byl zadržen gestapem v Hamburku. Krátce po jeho zadržení byl vyhlášen letecký poplach a v nastalém zmatku se mu podařilo uprchnout. Do konce války se pak skrýval pod falešnou identitou. Teprve po válce se dozvěděl, že pracoval pro špionážní síť řízenou ze Sovětského svazu.

### Třetí odboj
Po válce se názorově rozešel se svým bratrem Františkem, který pracoval pro československou rozvědku, kdežto Vojtěch Klečka byl antikomunista a záhy začal převádět osoby přes hranice. V květnu 1948, když úspěšně převedl přes hranice skupinu osob, stopl na Šumavě Tatraplan sekčního šéfa ministerstva vnitra a vedoucího kontrarozvědky Jindřicha Veselého. Vojtěch Klečka se samopalem v tašce a s pistolí na noze s Veselým hovořil o zážitcích z války (Veselý byl 4 roky v koncentračním táboře). Klečka vyprávěl o své rodině, a než zjistil o koho jde, uvažoval, že by jej mohl mít ve své skupině. Nakonec se v Praze přátelsky rozešli.
Když se před Vánoci 1948 dozvěděl, že jeho bratr byl jako vedoucí špion československé rozvědky zadržen Američany v Německu, překročil hranice a došel do Lambachu, kde byla kancelář zpravodajské služby armády Spojených států (Counterintelligence Corps, CIC). Byl převezen do Mnichova a mluvil s majorem, který vyslýchal jeho bratra. Dal se do služeb CIC jako agent chodec a přepravoval osoby i materiál přes hranice. Ke spolupráci přesvědčil několik dalších osob včetně svého bratrance Jana Brače z obranného zpravodajství. Byl pyšný na to, že nikdo z osob, se kterými spolupracoval, nebyl uvězněn nebo zastřelen.
17. června 1949 byl spolu s belgickým agentem českého původu zadržen v Praze na Hlavním nádraží, když se vraceli vlakem z Ostravy, kam dovezli vysílačku z Anglie. 16. listopadu 1950 byl odsouzen k trestu smrti, ale pro zásluhy v protinacistickém odboji byl rozsudek změněn na doživotí. Ve vězení dostal od svého bratra Františka nabídku, že mu trest bude prominut, když vstoupí do služeb 5. správy obranného zpravodajství, což Vojtěch odmítl. František neuspěl ani u manželky Vojtěcha Klečky, která odpověděla, že kdyby to její manžel podepsal, tak se s ním rozvede.
Vojtěch Klečka byl vězněn v Plzni na Borech, Praze-Ruzyni, Leopoldově, na Pankráci, v Jáchymově a na Bytízu.
Během věznění vytvořil „Leopoldovský památníček“ Vojtěcha Klečky, unikátní soubor zápisů a kreseb spoluvězňů, mezi kterými byli např. generál Jan Syrový, biskup Stanislav Zela, politici Rudolf Zenkl a Bedřich Hostička odsouzený s Miladou Horákovou, básníci Václav Renč a Zdeněk Rotrekl a mnozí další. Památníček mu byl zabaven, ale když si patnáctidenní hladovkou vynutil přeložení do tábora, kde by mohl pracovat, našel památníček mezi svými osobními věcmi v pytli, který s ním byl odeslán do nové věznice. Památníček byl v roce 2009 ukraden, avšak zachoval se ve fotokopii.
Vojtěch Klečka byl propuštěn v roce 1963, vrátil se k manželce, která na něj celou dobu čekala. Pracoval dál v uranových dolech na Příbramsku, absolvoval střední hotelovou školu a když nemohl najít práci, nakonec zakotvil jako hlídač v Národním divadle a roku 1981 odešel do důchodu. Se svým bratrem Františkem se až do jeho smrti v roce 1988 neusmířil. Roku 2006 mu byl udělen titul čestný občan Prahy 18 (Letňan).